# Анабар
Анабар (рус. Анабар) је река у северозападном делу Јакутије у Русији. Река је дуга 939 km, а површине њеног слива је 100.000 km². Извире на Средњосибирском горју, а улива се естуарским ушћем у Лаптевско море. Богата је рибом, у њеном поречју су налазишта дијаманата, а залеђена је од краја септембра до краја јуна.
На Анабару се налазе села Саскилах, Јурјунг-Хаја, Ебељах и Жилинда.